# Manuel González Martí
Manuel González Martí (Valencia, 1 de enero de 1877-Valencia, 4 de enero de 1972) fue un dibujante, historiador y erudito español fundador del Museo Nacional de Cerámica y de las Artes Suntuarias González Martí en 1954, del que fue director de 1954 a 1972. También dirigió en la capital valenciana durante la década de 1940 el Museo de Bellas Artes.

## Biografía
Nacido en una familia burguesa, hijo de Vicenta Martí Sanmartín y Emilio González Pitarch, procurador de los Tribunales de Justicia de Valencia. Realizó estudios de Derecho en la Universidad de Valencia y de Bellas Artes en la Real Academia de San Carlos. Con 20 años y un espíritu que ya prometía al hombre emprendedor que fue a lo largo de su vida, comenzó su periodo de caricaturista —bajo el seudónimo de "Folchi"— en revistas de humor y arte como Cascarrabias (1897), Arte Moderno (1900), Valencia Artística (1903) o Impresiones (1908), algunas de ellas creadas por él, llegando a ser premiado con la medalla de oro en la Exposición Regional Valenciana de 1909 y con la de plata en la Exposición Internacional de Barcelona de 1911.

### Ceramista

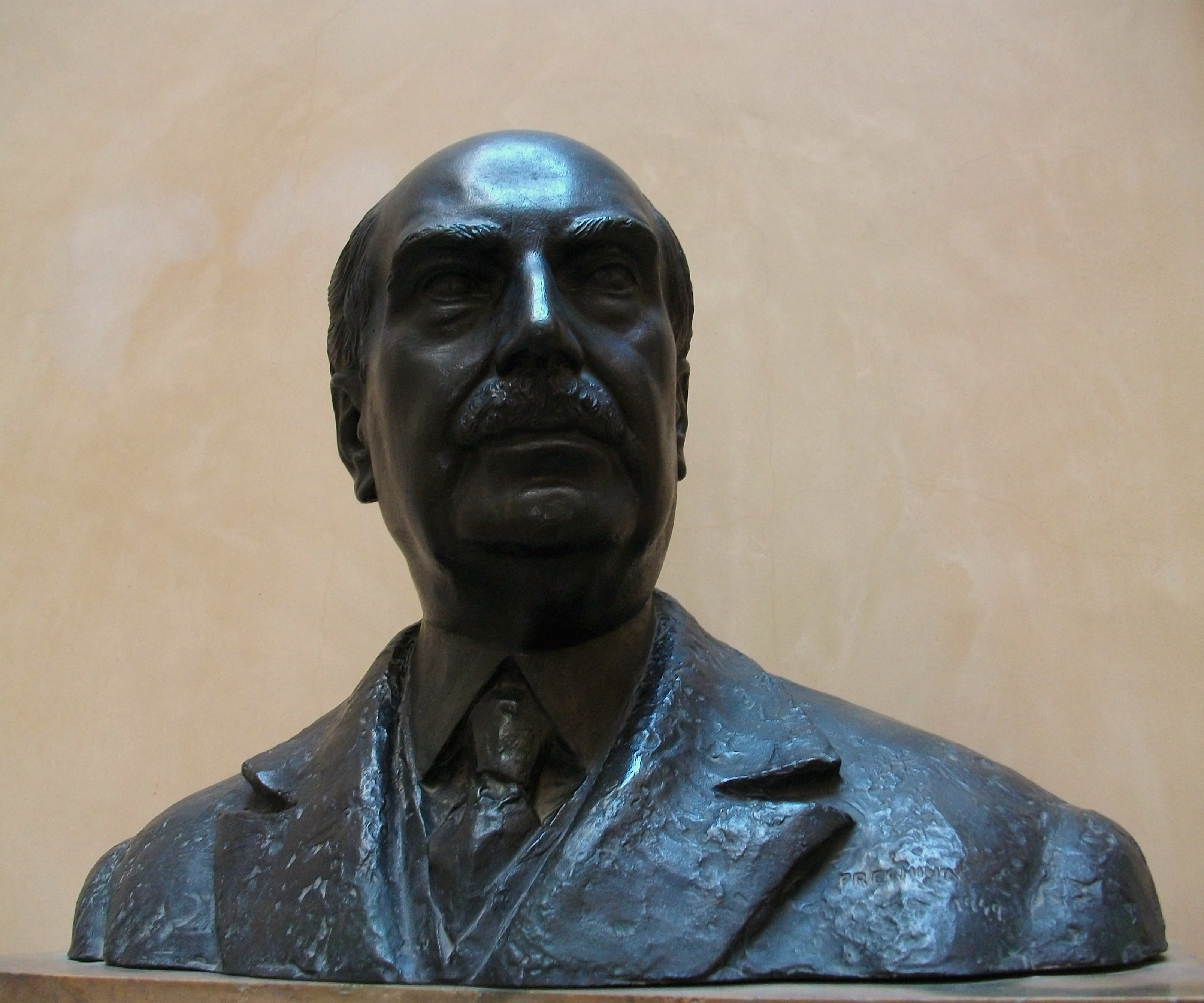
Busto de Manuel González Martí en el Museo Nacional de Cerámica

Colaborando en las primeras excavaciones que se realizan en 1907 en Paterna, se le atribuye el descubrimiento arqueológico de las antiguas alfarerías medievales de esa ciudad. En 1909 participó con su colección en la Exposición Regional Valenciana y un año después en la sección de Arte retrospectivo de la Exposición Nacional. En 1911, con la colaboración de José Benlliure, director de la Academia de España viajó a Roma y realizando un estudio sobre la azulejería valenciana de las Salas Borgianas en las dependencias vaticanas.
En 1914, González Martí ingresó como profesor en la recién creada Escuela de Cerámica de Manises por Vicente Vilar David y Vicente Mora Arenes, convirtiéndose en su director dos años después al hacerse centro oficial, cargo que desempeñaría hasta su jubilación en 1947 (salvo el paréntesis de la guerra civil española). Tras la muerte de su esposa Amelia Cuñat y Monleón, en julio de 1946, decidió donar su colección de cerámica al Estado español, que para albergarla creó el Museo Nacional de Cerámica el 6 de febrero de 1947 (del que sería su director vitalicio). Activo hasta el final, falleció en el propio museo el 4 de enero de 1972.

### Obras
Se consideran esenciales sus estudios de Cerámica Española (publicado en 1933) y los tres volúmenes de la Cerámica del Levante Español (aparecidos entre 1944-1952).

## Lo Rat Penat

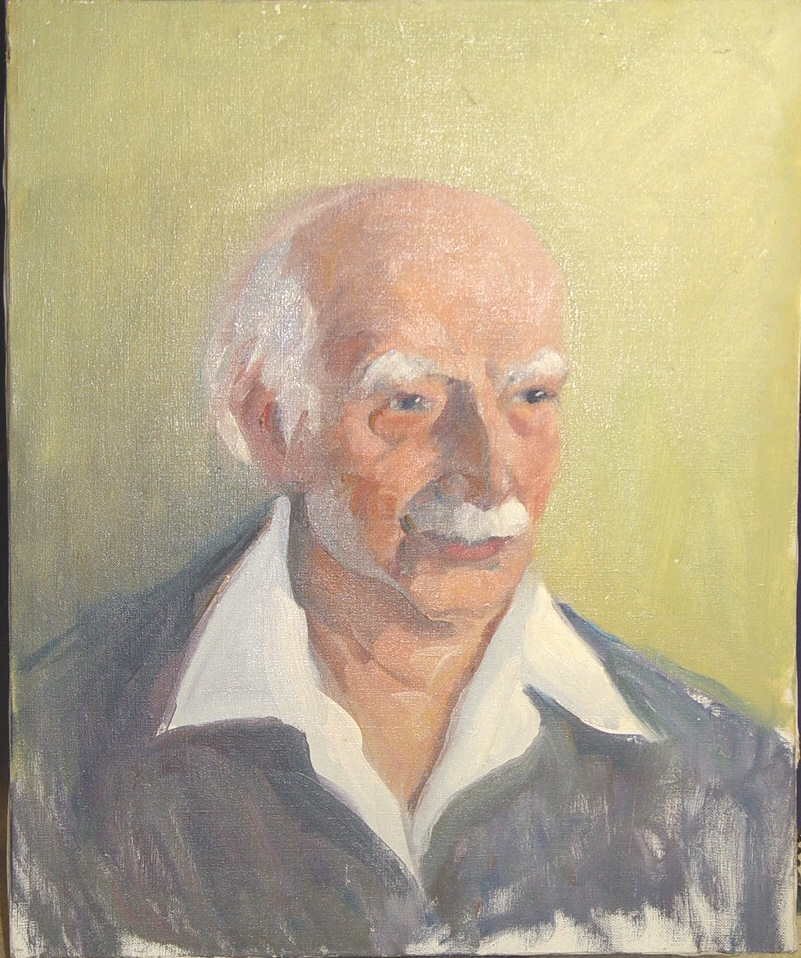
Retrato de Manuel González Martí

Fue, desde muy joven, socio activo de Lo Rat Penat, participando en las excursiones científico-literarias, tomando anotaciones y realizando dibujos y fotografías de muchos monumentos que luego formaron parte de su álbum personal sobre arte e historia. En la asociación cultutal Lo Rat Penat llegó a ser su presidente entre 1928 y 1930, y tras la guerra, por mandato de la nueva autoridad civil entre 1950 y 1962. Fue durante este segundo mandato cuando decidió nombrar como secretario de la asociación cultural a Enric Matalí i Timoneda, el 13 de febrero de 1955,; fue durante este período y  junto con Carles Salvador, cuando se promueve el desarrollo de los cursos de valenciano.

## Algunos homenajes
Hijo adoptivo y predilecto de localidades como Paterna, Burjasot, Morella y Manises. Hijo predilecto de Valencia en 1967 y Medalla de Oro del Círculo de Bellas Artes en 1968. Primer Coloso del País Valencià en 1971. Se le concedieron en vida la Encomienda con placa de Alfonso X el Sabio en 1947 y la Gran Cruz de Alfonso X en 1954, además de la medalla al Mérito Civil.